# Drapeau et armoiries du canton de Zurich
Le drapeau et les armoiries zurichoises sont des emblèmes officiels du canton de Zurich et de la ville de Zurich.

## Histoire
Déjà en 1273, la bannière des Zurichois était déjà le drapeau que l'on connaît aujourd'hui. Toutefois, la bannière était accompagnée d'un Schwenkel, un bout d'étoffe long et fin cousu au dessus du drapeau et bien plus long que ce dernier. Si d'habitude le Schwenkel relate une marque de soumission ou de dette, celui de Zurich était, à l'inverse, une marque d'honneur et flatteuse puisqu'en 1273, le canton reçut ce Schwenkel du roi Rodolphe Ier de Habsbourg afin de récompenser les Zurichois de leur aide militaire contre l'Évêque de Bâle. Une autre source situe la récompense en 1278, toujours offerte par Rodolphe Ier de Habsbourg, pour l'aide militaire zurichoise contre le roi Ottokar II de Bohême.
Des gravures de l'époque témoignent que jusqu'à l'Ancienne guerre de Zurich (entre 1440 et 1446), le Schwenkel était uniquement rouge. Ce n'est qu'une fois les Zurichois ayant rejoint les Confédérés que la croisette alésée fut cousue sur le Schwenkel zurichois.
En juin 1476, une fois la Bataille de Morat gagnée contre Charles le Téméraire, René II de Lorraine, afin de rendre gloire aux bataillons confédérés, coupa cette banderole de plusieurs drapeaux de cantons et villes alliées à la Confédération. Sans le savoir, il coupa également celui de Zurich, pensant rendre ainsi à la bannière zurichoise toutes ses lettres de noblesse. L'héraldiste et historien Adolphe Gauthier raconte que, lorsque les bataillons zurichois revinrent à Zurich, ils furent interdits de rentrer dans la ville tant que le Schwenkel offert en 1273 ne serait pas recousu.
Gauthier rappelle dans son ouvrage que les Zurichois, avec ce Schwenkel, ont longtemps estimé qu'ils avaient une préséance sur les autres cantons et c'est aussi pour cette raison que leur drapeau a longtemps été plus grand que ceux des autres cantons. 
En 1585, lorsque Humbert Mareschet réalisa le cycle de tableaux représentant les bannerets des treize anciens cantons de la Confédération afin d'orner le nouvel Hôtel de Ville à Berne, le Schwenkel zurichois était encore présent.
Le drapeau au Schwenkel le plus ancien et encore conservé aujourd'hui date de 1437 et fut utilisée lors des Guerres de Kappel en 1531.
Le drapeau zurichois flammé (militaire) prit une place importante, et ce, déjà en 1712, et jusqu'à l'avènement de la République helvétique en 1798 puis à nouveau dès 1803 avec l'Acte de Médiation. 

Ancien drapeau de Zurich (XIIIe siècle-XVIe siècle )
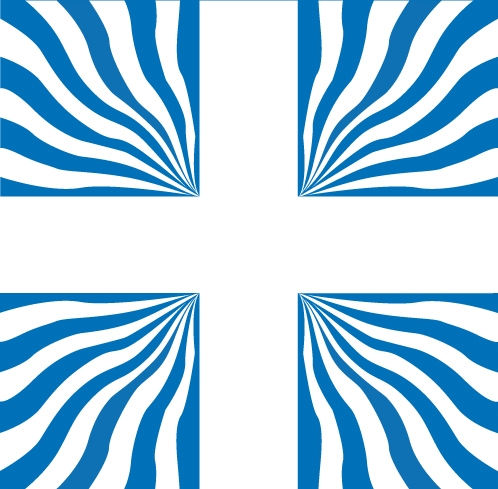
Drapeau flammé militaire zurichois

## Signification
L'origine des couleurs n'est attestée nulle part et sont toutes sujettes à des interprétations. Adolphe Gauthier estime, pour sa part, que les explications portant sur le bleu et le blanc représentant les peuples alémaniques par opposition aux couleurs des Burgondes, des Francs et des Scandinaves ne tient pas la route puisque ces couleurs devraient être généralement plus arborées par des grandes villes alémaniques, ce qui n'est pas le cas à part Zurich, Zoug et Lucerne. 
Il avance que le bleu du drapeau zurichois pourrait se rapporter à des éléments naturels. La partie bleue du drapeau serait la représentation du Lac de Zurich qui court du sud-est au nord-ouest et le blanc représenterait la grève du rivage.
Le site Flags of the World rapporte que la ligne en diagonale représente la justice.

## Descriptions

### Description vexillologique
La description vexillologique du drapeau zurichois est « Tranché de bleu et de blanc ». Mühlemann indique dans son ouvrage que les règles descriptives des drapeaux diffèrent des règles héraldiques. Ainsi, le drapeau est tranché de bleu et blanc mais les armoiries sont tranchées d'argent (blanc) et d'azur (bleu). Les couleurs sont donc inversées dans l'ordre descriptif mais la représentation visuelle est la même. Le drapeau doit toujours avoir le bleu hissé près de la hampe.

### Description héraldique
La description héraldique des armoiries zurichoises est « Tranché d'argent et d'azur ». 

## Autre représentation vexillologique et héraldique
Le drapeau est également décliné sous forme d'oriflamme, soit en queue de pie, soit en base plate. L'oriflamme des cantons reprenant le drapeau cantonal dans sa partie supérieure et les couleurs cantonales dans la partie inférieure est appelée un drapeau « complet ».
En outre, le canton utilise une forme d'écu écartée dans sa partie supérieure, plus écartée que la représentation ci-dessous.

Comme le drapeau et les armoiries cantonales sont les mêmes pour la ville de Zurich, ceux-ci sont également utilisés dans les logos de la cité.

Drapeau complet zurichois.
Grandes armoiries cantonales.
Logo de la ville de Zurich.

## Utilisation et mention
Les armoiries se retrouvent sur les plaques d'immatriculation arrières de véhicules enregistrés dans le canton de Zurich.
Le drapeau et les armoiries sont identiques. Le bleu du drapeau est toujours près de la hampe, ou à gauche pour le spectateur ; le blanc est toujours en haut.

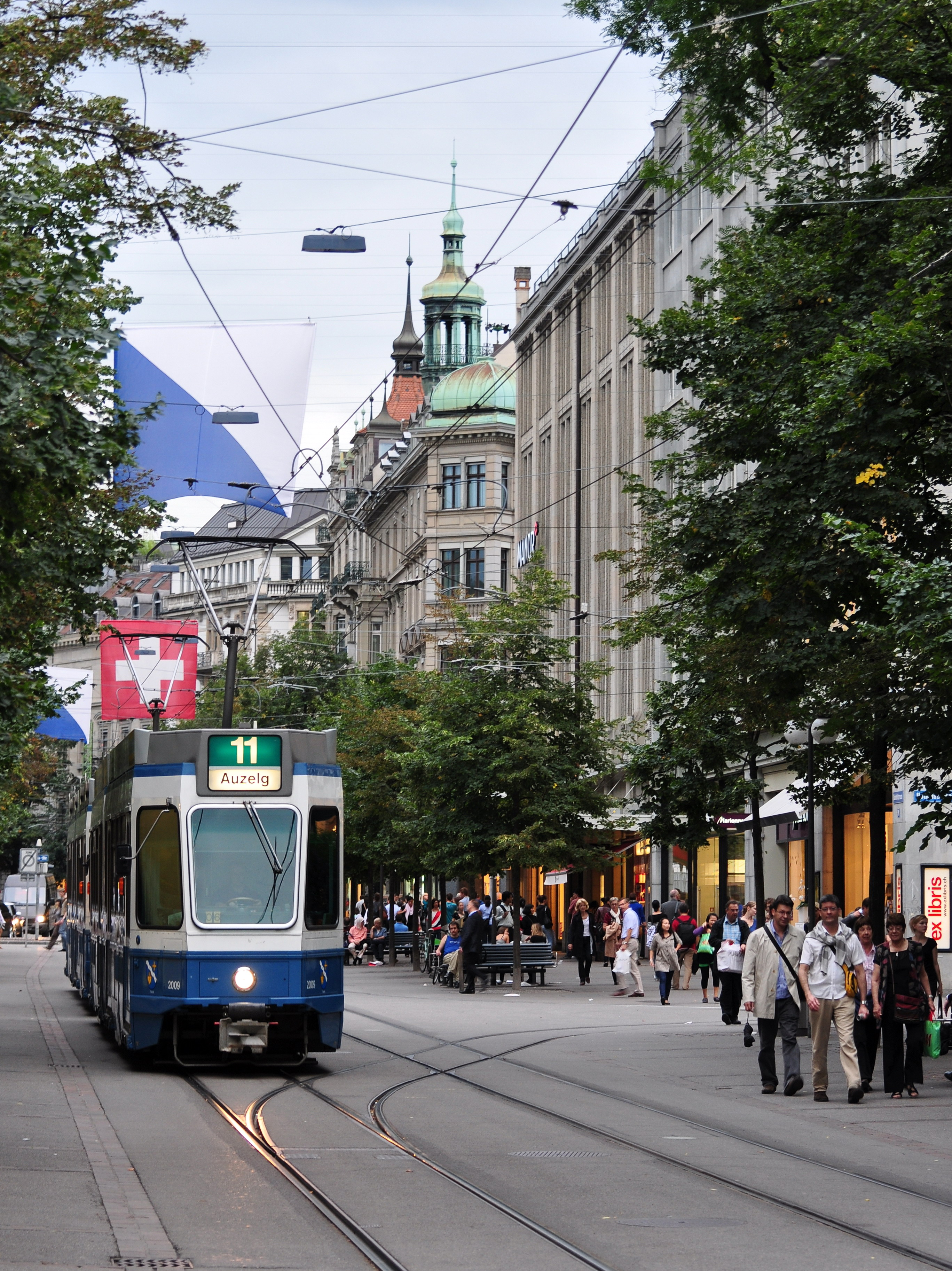
Les drapeaux zurichois pendu au-dessus de la Bahnhofstrasse.
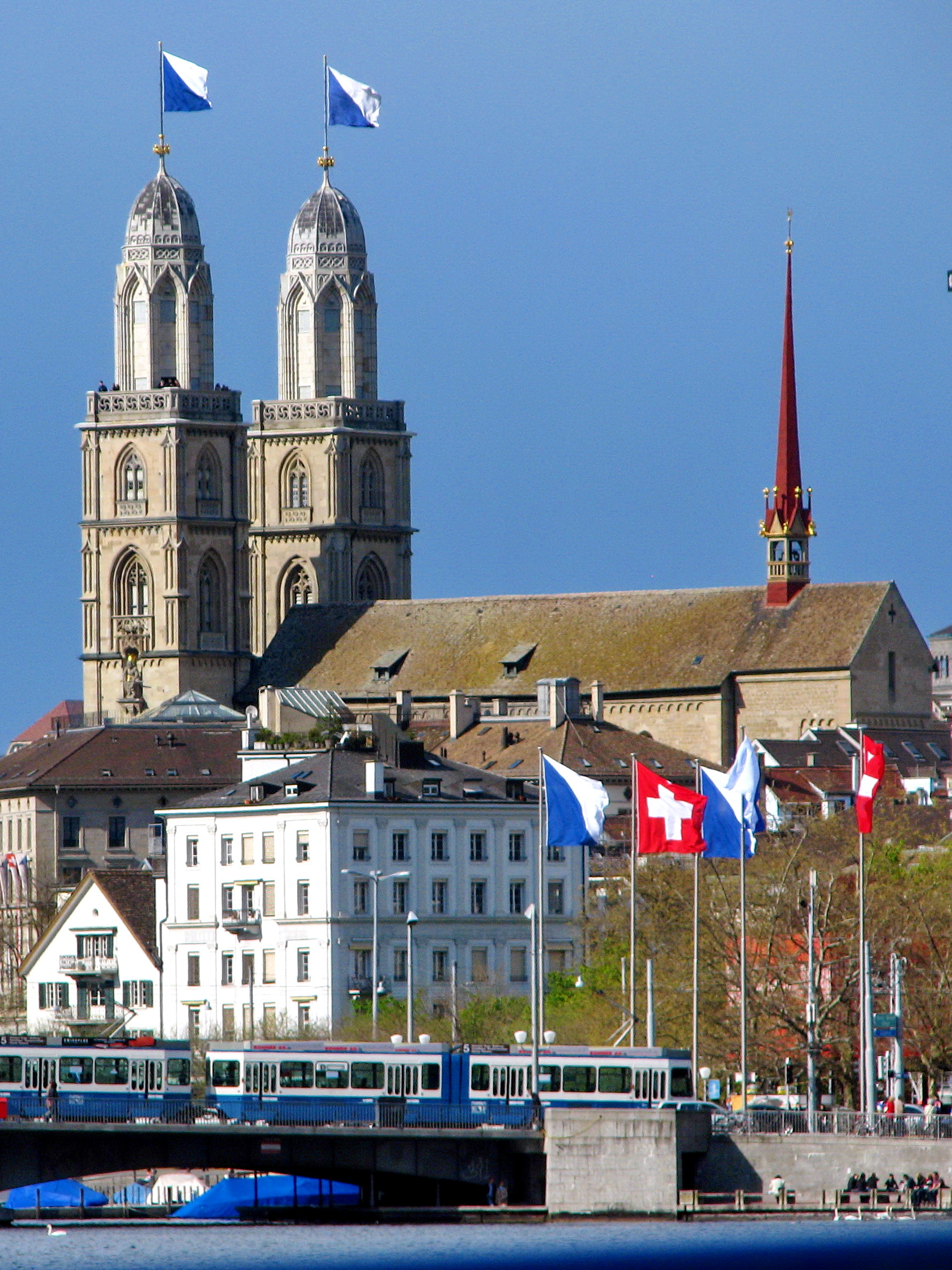
Les drapeaux zurichois sur les clochers de la Grossmünster.
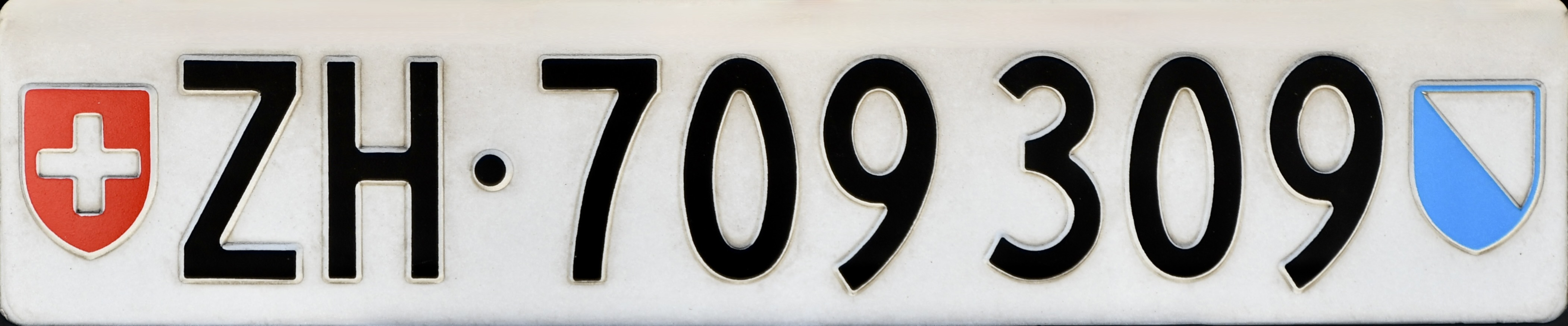
Plaque d'immatriculation arrière zurichoise.